# Athlon 64

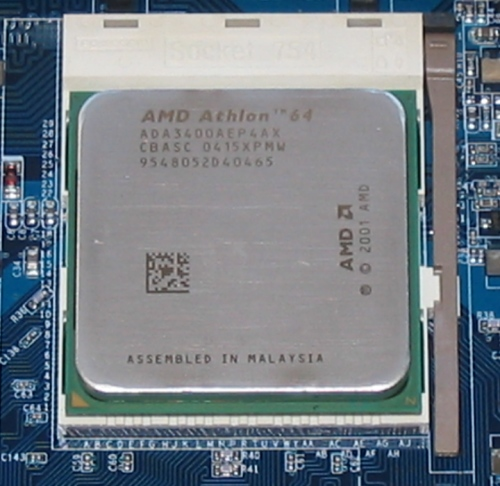
Athlon 64 (CG, Newcastle) v socketu 754

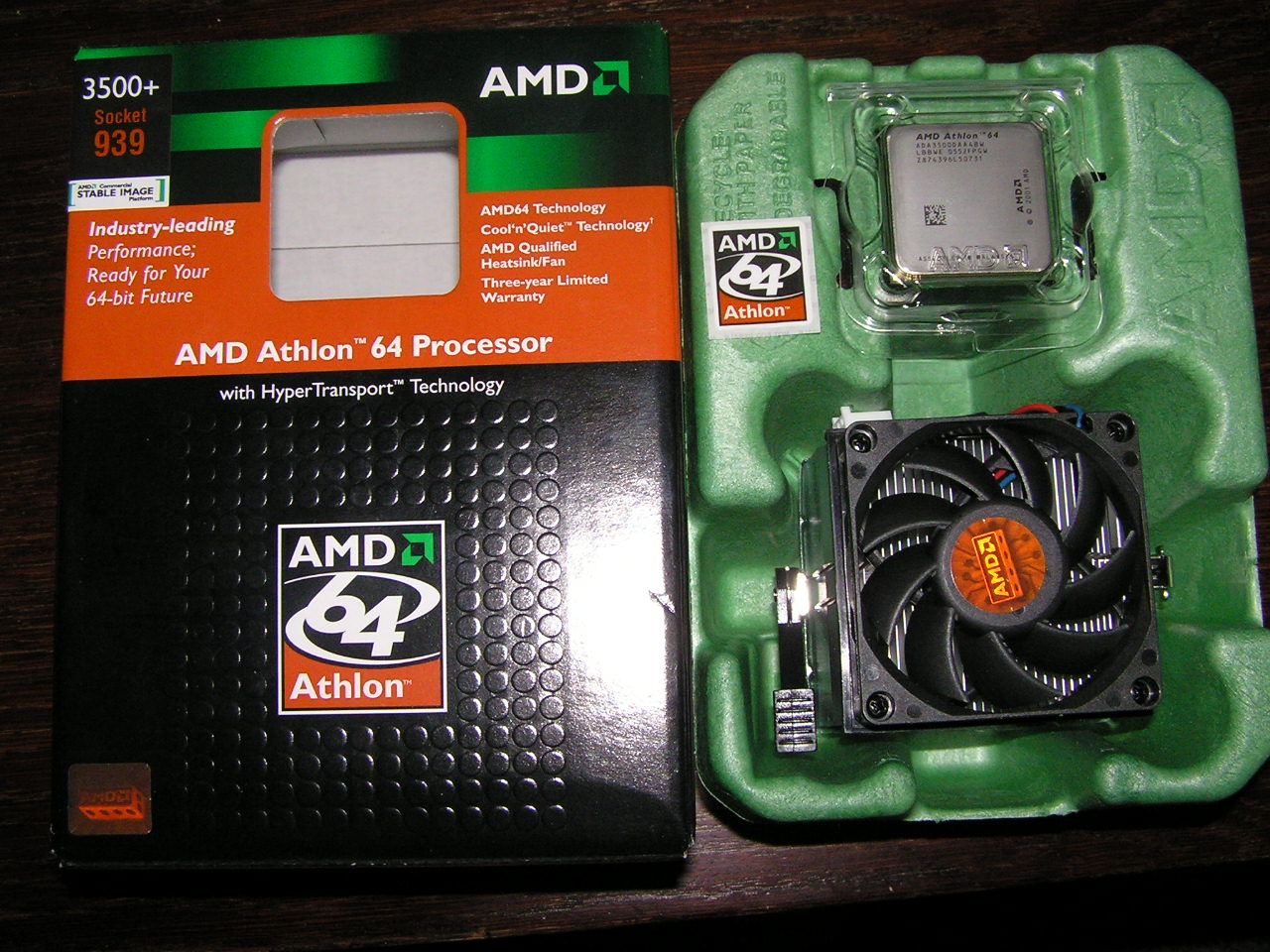
Athlon 64 3500+ Box (Venice) / socket 939

Procesor Athlon 64 (známý také pod jmény „ClawHammer“, „Newcastle“, „Winchester“, „Venice“, „San Diego“ a „Orleans“), který reprezentuje vstup 64bitových mikroprocesorů společností AMD na běžný spotřebitelský trh, byl uveden 23. září 2003. Tento procesor plně realizuje novou architekturu AMD64. Je to první AMD procesor s jádrem osmé generace (K8) pro desktopové a mobilní počítače. Z tohoto procesoru vznikly další varianty Athlon 64 FX, dvoujádrový Athlon 64 X2 a další.
Nejlepší Athlon 64 FX je v pozici hardwarového produktu pro nadšence, který je vždy o jeden rychlostní stupeň nad nejrychlejším běžným Athlonem 64.
Ačkoliv jsou jeho taktovací frekvence obvykle mnohem výše, všechny procesory Athlon 64 FX mají vždy jedno jádro s výjimkou nejnovějšího Athlonu 64 FX-60 (Toledo), který byl uvolněn 10. ledna 2006. Všechny procesory Athlon 64 FX mají své multiplikátory zcela otevřené, což je jasná výhoda vůči normálním Athlonům 64.

## Podporované sockety
- Socket 754 - Levná a všem dostupná platforma pro Athlon 64 „value“ procesory (tedy nejnižší třídu), která disponuje pouze jednokanálovým 64bitovým řadičem RAM paměti a horší sběrnicí HyperTransport / 800 MHz (HT800).
- Socket 939 - Nákladnější a zřetelně výkonnější platforma pro novější procesory Athlon 64, dvoujádrové Athlon 64 X2 a nejnovější Athlon 64 FX. Nabízí dvoukanálový 128bitový řadič RAM paměti a výkonnou sběrnicí HyperTransport / 1000 MHz (HT1000).
- Socket 940 - Velmi nákladná platforma pro procesory Opteron a staré Athlon 64 FX. Nabízí dvoukanálový 128bitový řadič RAM paměti, ale vyžaduje drahé registrované DDR SDRAM paměti.
- Socket AM2 - Nová platforma přinášející podporu DDR2 pamětí.
- Socket AM2+ - Vylepšená verze patice AM2.

## K8
Specifikace 
| Obchodní název   | Jméno CPU                            | Frekvence (GHz) | Patice (=Socket) | Nanotechnologie | Jader | Cache    | Cache    | Technologie                                                                      |
| ---------------- | ------------------------------------ | --------------- | ---------------- | --------------- | ----- | -------- | -------- | -------------------------------------------------------------------------------- |
| Obchodní název   | Jméno CPU                            | Frekvence (GHz) | Patice (=Socket) | Nanotechnologie | Jader | L1       | L2       | Technologie                                                                      |
| Athlon 64 FX     | Toledo, Windsor                      | 2,6 - 3,0       | 939/AM2/F        | 90 nm           | 2     | 64+64 kB | 1 MB     | MMX, 3DNow!+, SSE, SSE2, SSE3, AMD64, Cool'n'Quiet, NX Bit, AMD-V (Windsor only) |
| Athlon 64 FX     | Sledgehammer, Clawhammer, San Diego  | 2,2 - 2,8       | 939/940          | 130/90 nm       | 2     | 64+64 kB | 1 MB     | MMX, 3DNow!+, SSE, SSE2, (SSE3), AMD64, Cool'n'Quiet, (NX Bit)                   |
| Mobile Athlon 64 | Clawhammer, Odessa, Oakville, Newark | 1,6 - 2,6       | 754              | 130/90 nm       | 1     | 64+64 kB | 0,5/1 MB | MMX, 3DNow!+, SSE, SSE2, (SSE3), NX Bit, AMD64                                   |

## Athlon 64

### Jádro Clawhammer (130 nmSOI)
- Revize jádra: C0, CG
- L1 Cache: 64 + 64 KB (Data + Instrukce)
- L2 Cache: 1 MiB
- Multimediální rozšíření: MMX, Extended 3DNow!, SSE, SSE2, AMD64, Cool'n'Quiet
- Socket 754, sběrnice HyperTransport 0,8 GHz (HT800)
- Socket 939, sběrnice HyperTransport 1 GHz (HT1000)
- Napětí jádra: 1,5 V
- Maximální spotřeba (TDP): maximálně 89 W
- Uveden na trh: 23. září 2003
- Frekvence: 2 GHz - 2,6 GHz

### Jádro Newcastle (130 nmSOI)
- Revize jádra: CG
- L1 Cache: 64 + 64 KB (Data + Instrukce)
- L2 Cache: 512 KB
- Multimediální rozšíření: MMX, Extended 3DNow!, SSE, SSE2, AMD64, Cool'n'Quiet, NX Bit
- Socket 754, sběrnice HyperTransport 0,8 GHz (HT800)
- Socket 939, sběrnice HyperTransport 1 GHz (HT1000)
- Napětí jádra: 1,5 V
- Maximální spotřeba (TDP): 89 W
- Uveden na trh: 2004
- Frekvence: 1,8 GHz - 2,4 GHz

### Jádro Winchester (90 nmSOI)
- Revize jádra: D0
- L1 Cache: 64 + 64 KB (Data + Instrukce)
- L2 Cache: 512 KB
- Multimediální rozšíření: MMX, Extended 3DNow!, SSE, SSE2, AMD64, Cool'n'Quiet, NX Bit
- Socket 939, sběrnice HyperTransport 1 GHz (HT1000)
- Napětí jádra: 1,4 V
- Maximální Spotřeba (TDP): 67 W
- Uveden na trh: 2004
- Frekvence: 1,8 GHz - 2,2 GHz

### Jádro Venice (90 nmSOI)
- Revize jádra: E3, E6
- L1 Cache: 64 + 64 KB (Data + Instrukce)
- L2 Cache: 512 KB
- Multimediální rozšíření: MMX, Extended 3DNow!, SSE, SSE2, SSE3, AMD64, Cool'n'Quiet, NX Bit
- Socket 754, sběrnice HyperTransport 0,8 GHz (HT800)
- Socket 939, sběrnice HyperTransport 1 GHz (HT1000)
- Napětí jádra: 1,35 V nebo 1,4 V
- Maximální Spotřeba (TDP): 67 W
- Uveden na trh: 4. dubna 2005
- Frekvence: 1,8 GHz - 2,4 GHz

### Jádro San Diego (90 nmSOI)
- Revize jádra: E4, E6
- L1 Cache: 64 + 64 KB (Data + Instrukce)
- L2 Cache: 1 MiB
- Multimediální rozšíření: MMX, Extended 3DNow!, SSE, SSE2, SSE3, AMD64, Cool'n'Quiet, NX Bit
- Socket 939, sběrnice HyperTransport 1 GHz (HT1000)
- Napětí jádra: 1,35 V nebo 1,4 V
- Maximální Spotřeba (TDP): 67 W
- Uveden na trh: 15. dubna 2005
- Frekvence: 2,2 GHz - 2,8 GHz

### Jádro Orleans (90 nmSOI)
- Revize jádra: F2
- L1 Cache: 64 + 64 KB (Data + Instrukce)
- L2 Cache: 512 KB
- Multimediální rozšíření: MMX, Extended 3DNow!, SSE, SSE2, SSE3, AMD64, Cool'n'Quiet, NX Bit
- Socket AM2, sběrnice HyperTransport 1 GHz (HT1000)
- Napětí jádra: 1,25 V až 1,4 V
- Maximální Spotřeba (TDP): 62 W
- Uveden na trh: 23. května 2006
- Frekvence: 1,8 GHz - 2,4 GHz

## Athlon 64 FX

### Jádro Sledgehammer (130 nmSOI)
- Revize jádra: C0, CG
- L1 Cache: 64 + 64 KB (Data + Instrukce)
- L2 Cache: 1 MiB
- Multimediální rozšíření: MMX, Extended 3DNow!, SSE, SSE2, AMD64
- Socket 940, sběrnice HyperTransport 0,8 GHz (HT800)
- Vyžaduje registrované DDR-SDRAM moduly
- Napětí jádra: 1,50 V nebo 1,55 V
- Maximální Spotřeba (TDP): 89 W
- Uveden na trh: 23. září 2003
- Frekvence: 2200 MHz (FX-51) nebo 2400 MHz (FX-53)

### Jádro Clawhammer (130 nmSOI)
- Revize jádra: CG
- L1 Cache: 64 + 64 KB (Data + Instrukce)
- L2 Cache: 1 MiB
- Multimediální rozšíření: MMX, Extended 3DNow!, SSE, SSE2, AMD64
- Socket 940, sběrnice HyperTransport 1 GHz (HT1000)
- Napětí jádra: 1,50 V
- Maximální Spotřeba (TDP):
  - 89 W
  - 104 W (FX-55)
- Uveden na trh: 1. června 2004
- Frekvence a modely:
  - 2,4 GHz (FX-53)
  - 2,6 GHz (FX-55)

### Jádro San Diego (90 nmSOI)
- Revize jádra: E4, E6
- L1 Cache: 64 + 64 KB (Data + Instrukce)
- L2 Cache: 1 MiB
- Multimediální rozšíření: MMX, Extended 3DNow!, SSE, SSE2, AMD64, Cool'n'Quiet, NX Bit
- Socket 939, sběrnice HyperTransport 1 GHz (HT1000)
- Napětí jádra: 1,35 V nebo 1,40 V
- Maximální Spotřeba (TDP): 104 W
- Uveden na trh: 15. dubna 2005
- Frekvence a modely:
  - 2,6 GHz (FX-55)
  - 2,8 GHz (FX-57)

### Jádro Toledo (90 nmSOI)
- Dvoujádrový (Dual-core) procesor
- Revize jádra: E6
- L1 Cache: 64 + 64 KB (Data + Instrukce), na každé jádro
- L2 Cache: 1 MiB, na každé jádro
- Multimediální rozšíření: MMX, Extended 3DNow!, SSE, SSE2, SSE3, AMD64, Cool'n'Quiet, NX Bit
- Socket 939, sběrnice HyperTransport 1 GHz (HT1000)
- Napětí jádra: 1,30 V nebo 1,35 V
- Maximální Spotřeba (TDP): 110 W
- Uveden na trh: 10. ledna 2006
- Frekvence a model: 2,6 GHz (FX-60)

### Jádro Windsor (90 nmSOI)
- Dvoujádrový (Dual-core) procesor
- Revize jádra: F2, F3
- L1 Cache: 64 + 64 KB (Data + Instrukce), na každé jádro
- L2 Cache: 1 MiB, na každé jádro
- Multimediální rozšíření: MMX, Extended 3DNow!, SSE, SSE2, SSE3, AMD64, Cool'n'Quiet, NX Bit, AMD virtualizace x86
- Socket AM2, sběrnice HyperTransport 1 GHz (HT1000)
- Napětí jádra: 1,30 V nebo 1,40 V
- Maximální Spotřeba (TDP): 125 W
- Uveden na trh: 23. května 2006
- Frekvence: 2,8-3,2 GHz
- Modely
  - FX-62: 2,8 GHz
  - 6400+: 3,2 GHz

### Jádro Windsor (90 nmSOI) - platforma Quad FX
- Dvoujádrový (Dual-core) procesor
- Revize jádra: F3
- L1 Cache: 64 + 64 KB (Data + Instrukce), na každé jádro
- L2 Cache: 1 MiB, na každé jádro
- Multimediální rozšíření: MMX, Extended 3DNow!, SSE, SSE2, SSE3, AMD64, Cool'n'Quiet, NX Bit, AMD virtualizace x86
- Socket F (1207 FX), HyperTransport 2 GHz (HT2000)
- Napětí jádra: 1,35 V nebo 1,40 V
- Maximální Spotřeba (TDP): 125 W
- Uveden na trh: 30. listopadu 2006
- Frekvence: 2,8–3 GHz
- Modely
  - FX-70: 2,6 GHz
  - FX-72: 2,8 GHz
  - FX-74: 3 GHz